# Vuohisaari (ö i Petäjävesi, Ylä-Kintaus)
Vuohisaari är en ö i Finland. Den ligger i sjön Ylä-Kintaus och i kommunen Petäjävesi i den ekonomiska regionen  Jyväskylä  och landskapet Mellersta Finland, i den centrala delen av landet, 240 km norr om huvudstaden Helsingfors. Öns area är 12,5 hektar och dess största längd är 0,5 kilometer i öst-västlig riktning.